# کالاماراتا
کالاماراتا نوعی پاستا حلقه ای ضخیم است که اغلب با جوهر ماهی مرکب سیاه رنگ می‌شود تا شبیه کالاماری برش خورده باشد.